# 2甲4氯
2甲4氯（全称2-甲基-4-氯苯氧乙酸，缩写MCPA）是一种广泛使用的氯苯氧基類除草劑。